# Élections cantonales de 2004 en Guadeloupe
Les élections cantonales ont eu lieu les 21 et 28 mars 2004.
Lors de ces élections, 22 des 40 cantons de la Guadeloupe ont été renouvelés. Elles ont vu la reconduction de la majorité GUDR dirigée par Jacques Gillot, président du conseil général depuis 2001.

## Résultats à l’échelle du département
Répartition départementale des résultats (2e tour).
- PCF (5,19 %)
- PS (15,5 %)
- DVG (45,88 %)
- Régionalistes (10,8 %)
- UMP (21,53 %)
- DVD (1,1 %)

| Étiquette      | Étiquette                         | Premier tour | Premier tour | Second tour | Second tour | Sièges |
| Étiquette      | Étiquette                         | Voix         | %            | Voix        | %           | Sièges |
| -------------- | --------------------------------- | ------------ | ------------ | ----------- | ----------- | ------ |
|                | Divers gauche                     | 29 555       | 36,76        | 32 578      | 45,88       | 12     |
|                | Parti socialiste                  | 10 098       | 12,56        | 11 006      | 15,50       | 4      |
|                | Parti communiste français         | 3 996        | 4,97         | 3 684       | 5,19        | 1      |
|                | Les Verts                         | 442          | 0,55         |             |             |        |
| Gauche         | Gauche                            | 44 091       | 54,84        | 47 268      | 66,67       | 17     |
|                |                                   |              |              |             |             |        |
|                | Union pour un mouvement populaire | 16 560       | 20,60        | 15 287      | 21,53       | 2      |
|                | Divers droite                     | 4 474        | 5,56         | 782         | 1,10        | 0      |
| Droite         | Droite                            | 21 034       | 26,16        | 16 069      | 22,63       | 2      |
|                |                                   |              |              |             |             |        |
|                | Divers                            | 9 143        | 11,37        |             |             |        |
|                | Régionalistes                     | 5 593        | 6,96         | 7 668       | 10,80       | 1      |
|                | Écologistes divers                | 544          | 0,68         |             |             |        |
|                |                                   |              |              |             |             |        |
| Inscrits       | Inscrits                          | 155 304      | 100,00       | 123 081     | 100,00      |        |
| Abstention     | Abstention                        | 68 156       | 43,89        | 46 518      | 37,79       |        |
| Votants        | Votants                           | 87 148       | 56,11        | 76 563      | 62,21       |        |
| Blancs et nuls | Blancs et nuls                    | 6 743        | 7,74         | 5 558       | 7,26        |        |
| Exprimés       | Exprimés                          | 80 405       | 92,26        | 71 005      | 92,74       |        |

## Résultats par canton

### Canton des Abymes-1
| Candidats      | Candidats                | Étiquette      | Premier tour | Premier tour |
| Candidats      | Candidats                | Étiquette      | Voix         | %            |
| -------------- | ------------------------ | -------------- | ------------ | ------------ |
|                | Éric Jalton*             | SE             | 1 922        | 50,25        |
|                | Claude Azede             | DVG            | 1 007        | 26,33        |
|                | Guy Barbeu               | DVG            | 365          | 9,54         |
|                | Claude Philomin          | SE             | 282          | 7,37         |
|                | Francillone Jacoby-Koaly | DVG            | 249          | 6,51         |
|                | David Maxime             | SE             | 0            | 0,00         |
|                |                          |                |              |              |
| Inscrits       | Inscrits                 | Inscrits       | 7 310        | 100,00       |
| Abstention     | Abstention               | Abstention     | 3 092        | 42,30        |
| Votants        | Votants                  | Votants        | 4 218        | 57,70        |
| Blancs et nuls | Blancs et nuls           | Blancs et nuls | 393          | 9,32         |
| Exprimés       | Exprimés                 | Exprimés       | 3 825        | 90,68        |

### Canton d'Anse-Bertrand
| Candidats      | Candidats         | Étiquette      | Premier tour | Premier tour | Second tour | Second tour |
| Candidats      | Candidats         | Étiquette      | Voix         | %            | Voix        | %           |
| -------------- | ----------------- | -------------- | ------------ | ------------ | ----------- | ----------- |
|                | Jean-Marie Hubert | REG            | 1 528        | 27,30        | 3 298       | 54,34       |
|                | Alfred Dona-Erie  | REG            | 1 496        | 26,72        | 2 771       | 45,66       |
|                | Socrate Tacita    | REG            | 1 331        | 23,78        | Retrait     | Retrait     |
|                | Victor Arthein    | PCG            | 1 116        | 19,94        | Retrait     | Retrait     |
|                | Emmanuel Velin    | PS             | 127          | 2,27         |             |             |
|                |                   |                |              |              |             |             |
| Inscrits       | Inscrits          | Inscrits       | 9 334        | 100,00       | 9 323       | 100,00      |
| Abstention     | Abstention        | Abstention     | 3 456        | 37,03        | 2 902       | 31,13       |
| Votants        | Votants           | Votants        | 5 878        | 62,97        | 6 421       | 68,87       |
| Blancs et nuls | Blancs et nuls    | Blancs et nuls | 280          | 4,76         | 352         | 5,48        |
| Exprimés       | Exprimés          | Exprimés       | 5 598        | 95,24        | 6 069       | 94,52       |

### Canton de Baie-Mahault
| Candidats      | Candidats            | Étiquette      | Premier tour | Premier tour |
| Candidats      | Candidats            | Étiquette      | Voix         | %            |
| -------------- | -------------------- | -------------- | ------------ | ------------ |
|                | Ary Chalus           | SE             | 4 347        | 53,01        |
|                | Marcelle Chammougon* | UMP            | 1 901        | 23,18        |
|                | David Montout        | DVG            | 1 284        | 15,66        |
|                | Chazy Cirany         | DVD            | 186          | 2,27         |
|                | Guy Ursule           | DVG            | 176          | 2,15         |
|                | Jean-Claude Jabin    | DVD            | 136          | 1,66         |
|                | Marcel Celanie       | DVG            | 102          | 1,24         |
|                | Christian Lomba      | DVG            | 69           | 0,84         |
|                |                      |                |              |              |
| Inscrits       | Inscrits             | Inscrits       | 14 190       | 100,00       |
| Abstention     | Abstention           | Abstention     | 5 430        | 38,27        |
| Votants        | Votants              | Votants        | 8 760        | 61,73        |
| Blancs et nuls | Blancs et nuls       | Blancs et nuls | 559          | 6,38         |
| Exprimés       | Exprimés             | Exprimés       | 8 201        | 93,62        |

*sortant

### Canton de Capesterre-Belle-Eau-1
| Candidats      | Candidats            | Étiquette      | Premier tour | Premier tour | Second tour | Second tour |
| Candidats      | Candidats            | Étiquette      | Voix         | %            | Voix        | %           |
| -------------- | -------------------- | -------------- | ------------ | ------------ | ----------- | ----------- |
|                | Jean-Yves Ramassamy* | UMP            | 1 180        | 39,35        | 1 667       | 46,58       |
|                | Alain Lacave         | PCG            | 637          | 21,24        | 1 912       | 52,42       |
|                | Léo Andy             | DVG            | 626          | 20,87        | Retrait     | Retrait     |
|                | Philippe Rolle       | REG            | 238          | 7,94         |             |             |
|                | Alain Leon           | SE             | 175          | 5,84         |             |             |
|                | Irmin Henri Jourson  | DVG            | 143          | 4,77         |             |             |
|                |                      |                |              |              |             |             |
| Inscrits       | Inscrits             | Inscrits       | 5 764        | 100,00       | 5 766       | 100,00      |
| Abstention     | Abstention           | Abstention     | 2 445        | 42,42        | 1 947       | 33,77       |
| Votants        | Votants              | Votants        | 3 319        | 57,58        | 3 819       | 66,23       |
| Blancs et nuls | Blancs et nuls       | Blancs et nuls | 320          | 9,64         | 240         | 6,28        |
| Exprimés       | Exprimés             | Exprimés       | 2 999        | 90,36        | 3 579       | 93,72       |

*sortant

### Canton de Capesterre-Belle-Eau-2
| Candidats      | Candidats             | Étiquette      | Premier tour | Premier tour | Second tour | Second tour |
| Candidats      | Candidats             | Étiquette      | Voix         | %            | Voix        | %           |
| -------------- | --------------------- | -------------- | ------------ | ------------ | ----------- | ----------- |
|                | Eddy Claude-Maurice*  | UMP            | 1 840        | 42,87        | 2 707       | 53,27       |
|                | René Maurice-Peroumal | DVG            | 987          | 23,00        | 2 375       | 46,73       |
|                | Hugues Ramdini        | DVG            | 593          | 13,82        |             |             |
|                | Patrick Dollin        | DVG            | 288          | 6,71         |             |             |
|                | Michel Gedeon         | PCG            | 229          | 5,34         |             |             |
|                | Claude Moiret         | DVG            | 179          | 4,17         |             |             |
|                | Ruddy Cornelie        | SE             | 176          | 4,10         |             |             |
|                |                       |                |              |              |             |             |
| Inscrits       | Inscrits              | Inscrits       | 8 168        | 100,00       | 8 168       | 100,00      |
| Abstention     | Abstention            | Abstention     | 3 360        | 41,14        | 2 634       | 32,25       |
| Votants        | Votants               | Votants        | 4 808        | 58,86        | 5 534       | 67,75       |
| Blancs et nuls | Blancs et nuls        | Blancs et nuls | 516          | 10,73        | 452         | 8,17        |
| Exprimés       | Exprimés              | Exprimés       | 4 292        | 89,27        | 5 082       | 91,83       |

*sortant

### Canton de La Désirade
| Candidats      | Candidats       | Étiquette      | Premier tour | Premier tour | Second tour | Second tour |
| Candidats      | Candidats       | Étiquette      | Voix         | %            | Voix        | %           |
| -------------- | --------------- | -------------- | ------------ | ------------ | ----------- | ----------- |
|                | René Noel       | DVG            | 567          | 49,87        | 650         | 51,51       |
|                | Raoul Lebrave   | UMP            | 485          | 42,66        | 612         | 48,49       |
|                | Félix Printemps | DVG            | 85           | 7,48         |             |             |
|                |                 |                |              |              |             |             |
| Inscrits       | Inscrits        | Inscrits       | 1 568        | 100,00       | 1 567       | 100,00      |
| Abstention     | Abstention      | Abstention     | 406          | 25,89        | 286         | 18,25       |
| Votants        | Votants         | Votants        | 1 162        | 74,11        | 1 281       | 81,75       |
| Blancs et nuls | Blancs et nuls  | Blancs et nuls | 25           | 2,15         | 19          | 1,48        |
| Exprimés       | Exprimés        | Exprimés       | 1 137        | 97,85        | 1 262       | 98,52       |

### Canton de Goyave
| Candidats      | Candidats                | Étiquette      | Premier tour | Premier tour | Second tour | Second tour |
| Candidats      | Candidats                | Étiquette      | Voix         | %            | Voix        | %           |
| -------------- | ------------------------ | -------------- | ------------ | ------------ | ----------- | ----------- |
|                | Ferdy Louisy             | DVG            | 792          | 27,59        | 1 712       | 51,71       |
|                | Jean Laguerre            | REG            | 771          | 26,85        | 1 599       | 48,29       |
|                | Frantz Ramassamy         | DVG            | 314          | 10,94        |             |             |
|                | Lucien Maroude-Saminadin | DVG            | 241          | 8,39         |             |             |
|                | Lucina Cadet             | DVG            | 188          | 6,55         |             |             |
|                | Rachelle Nagaman         | PS             | 150          | 5,22         |             |             |
|                | Moïse Janvier            | DVG            | 145          | 5,05         |             |             |
|                | Raymond Phipps           | SE             | 141          | 4,91         |             |             |
|                | Martial Taillepierre     | SE             | 65           | 2,26         |             |             |
|                | Jean-René Lorient        | DVG            | 64           | 2,23         |             |             |
|                |                          |                |              |              |             |             |
| Inscrits       | Inscrits                 | Inscrits       | 5 267        | 100,00       | 5 275       | 100,00      |
| Abstention     | Abstention               | Abstention     | 2 153        | 40,88        | 1 748       | 33,14       |
| Votants        | Votants                  | Votants        | 3 114        | 59,12        | 3 527       | 66,86       |
| Blancs et nuls | Blancs et nuls           | Blancs et nuls | 243          | 7,80         | 216         | 6,12        |
| Exprimés       | Exprimés                 | Exprimés       | 2 871        | 92,20        | 3 311       | 93,88       |

### Canton de Lamentin
| Candidats      | Candidats                    | Étiquette      | Premier tour | Premier tour | Second tour | Second tour |
| Candidats      | Candidats                    | Étiquette      | Voix         | %            | Voix        | %           |
| -------------- | ---------------------------- | -------------- | ------------ | ------------ | ----------- | ----------- |
|                | José Toribio*                | DVG            | 2 215        | 40,92        | 2 836       | 43,39       |
|                | Reinette Juliard Née Germain | UMP            | 1 907        | 35,23        | 2 301       | 35,21       |
|                | Jocelyn Sapotille            | PS             | 942          | 17,40        | 1 399       | 21,40       |
|                | Harry Olivier                | PS             | 112          | 2,07         |             |             |
|                | Richard Divialle             | DVD            | 91           | 1,68         |             |             |
|                | Clément Thomas               | DVD            | 88           | 1,63         |             |             |
|                | Moïse Daniel                 | DVG            | 58           | 1,07         |             |             |
|                |                              |                |              |              |             |             |
| Inscrits       | Inscrits                     | Inscrits       | 9 121        | 100,00       | 9 121       | 100,00      |
| Abstention     | Abstention                   | Abstention     | 3 343        | 36,65        | 2 350       | 25,76       |
| Votants        | Votants                      | Votants        | 5 778        | 63,35        | 6 771       | 74,24       |
| Blancs et nuls | Blancs et nuls               | Blancs et nuls | 365          | 6,32         | 235         | 3,47        |
| Exprimés       | Exprimés                     | Exprimés       | 5 413        | 93,68        | 6 536       | 96,53       |

*sortant

### Canton de Morne-à-l'Eau-1
| Candidats      | Candidats                        | Étiquette      | Premier tour | Premier tour | Second tour | Second tour |
| Candidats      | Candidats                        | Étiquette      | Voix         | %            | Voix        | %           |
| -------------- | -------------------------------- | -------------- | ------------ | ------------ | ----------- | ----------- |
|                | Julien Chovino*                  | PCG            | 1 115        | 31,75        | 1 772       | 45,08       |
|                | Georges Hermin                   | DVG            | 881          | 25,09        | 2 159       | 54,92       |
|                | Michelle Makaia-Zenon            | UMP            | 404          | 11,50        |             |             |
|                | Harry Durimel                    | Verts          | 326          | 9,28         |             |             |
|                | Edouard Capitolin                | PS             | 260          | 7,40         |             |             |
|                | Garbin Firmin                    | DVD            | 211          | 6,01         |             |             |
|                | Huguette Bartebin Épouse Sourhou | DVG            | 134          | 3,82         |             |             |
|                | Sylvie Rhinan                    | PCG            | 72           | 2,05         |             |             |
|                | Jean-Claude Uger                 | DVD            | 62           | 1,77         |             |             |
|                | Claudy Serin                     | DVG            | 47           | 1,34         |             |             |
|                |                                  |                |              |              |             |             |
| Inscrits       | Inscrits                         | Inscrits       | 6 442        | 100,00       | 6 442       | 100,00      |
| Abstention     | Abstention                       | Abstention     | 2 698        | 41,88        | 2 235       | 34,69       |
| Votants        | Votants                          | Votants        | 3 744        | 58,12        | 4 207       | 65,31       |
| Blancs et nuls | Blancs et nuls                   | Blancs et nuls | 232          | 6,20         | 276         | 6,56        |
| Exprimés       | Exprimés                         | Exprimés       | 3 512        | 93,80        | 3 931       | 93,44       |

*sortant

### Canton de Morne-à-l'Eau-2
| Candidats      | Candidats           | Étiquette      | Premier tour | Premier tour | Second tour | Second tour |
| Candidats      | Candidats           | Étiquette      | Voix         | %            | Voix        | %           |
| -------------- | ------------------- | -------------- | ------------ | ------------ | ----------- | ----------- |
|                | Favrot Davrain*     | PS             | 1 189        | 36,27        | 1 718       | 45,68       |
|                | Jean Bardail        | DVG            | 1 050        | 32,03        | 2 043       | 54,32       |
|                | Frank Garain        | UMP            | 611          | 18,64        |             |             |
|                | Jean-Claude Lombion | PCG            | 232          | 7,08         |             |             |
|                | Stéphane Gama       | SE             | 106          | 3,23         |             |             |
|                | Jacques Louber      | SE             | 90           | 2,75         |             |             |
|                |                     |                |              |              |             |             |
| Inscrits       | Inscrits            | Inscrits       | 6 123        | 100,00       | 6 123       | 100,00      |
| Abstention     | Abstention          | Abstention     | 2 594        | 42,36        | 2 032       | 33,19       |
| Votants        | Votants             | Votants        | 3 529        | 57,64        | 4 091       | 66,81       |
| Blancs et nuls | Blancs et nuls      | Blancs et nuls | 251          | 7,11         | 330         | 8,07        |
| Exprimés       | Exprimés            | Exprimés       | 3 278        | 92,89        | 3 761       | 91,93       |

*sortant

### Canton du Moule-1
| Candidats      | Candidats                       | Étiquette      | Premier tour | Premier tour | Second tour | Second tour |
| Candidats      | Candidats                       | Étiquette      | Voix         | %            | Voix        | %           |
| -------------- | ------------------------------- | -------------- | ------------ | ------------ | ----------- | ----------- |
|                | Germaine Lacreole Née Guizonne* | DVG            | 2 217        | 43,92        | 3 531       | 59,72       |
|                | Myriam Jasawant-Verdol          | UMP            | 1 834        | 36,33        | 2 382       | 40,28       |
|                | José Oujagir                    | DVD            | 444          | 8,80         |             |             |
|                | Jocelyn Maleama                 | DVD            | 437          | 8,66         |             |             |
|                | Marie-Line Pirbakas-Groevius    | Verts          | 116          | 2,30         |             |             |
|                |                                 |                |              |              |             |             |
| Inscrits       | Inscrits                        | Inscrits       | 10 002       | 100,00       | 10 002      | 100,00      |
| Abstention     | Abstention                      | Abstention     | 4 595        | 45,94        | 3 757       | 37,56       |
| Votants        | Votants                         | Votants        | 5 407        | 54,06        | 6 245       | 62,44       |
| Blancs et nuls | Blancs et nuls                  | Blancs et nuls | 359          | 6,64         | 332         | 5,32        |
| Exprimés       | Exprimés                        | Exprimés       | 5 048        | 93,36        | 5 913       | 94,68       |

*sortant

### Canton du Moule-2
| Candidats      | Candidats             | Étiquette      | Premier tour | Premier tour | Second tour | Second tour |
| Candidats      | Candidats             | Étiquette      | Voix         | %            | Voix        | %           |
| -------------- | --------------------- | -------------- | ------------ | ------------ | ----------- | ----------- |
|                | Jean Anzala*          | UMP            | 550          | 19,64        | 1 229       | 41,72       |
|                | Christian Couchy      | PS             | 519          | 18,53        | 1 717       | 58,28       |
|                | Jean Dalembert Rhinan | DVD            | 412          | 14,71        |             |             |
|                | Mélina Seymour-Gradel | DVG            | 275          | 9,82         |             |             |
|                | Jean-Franck Guizonne  | DVG            | 229          | 8,18         |             |             |
|                | Marcienne Anicette    | DVG            | 188          | 6,71         |             |             |
|                | Frantz Acramel        | DVD            | 160          | 5,71         |             |             |
|                | Eugène Desbois        | DVD            | 157          | 5,61         |             |             |
|                | Julien Londiniere     | DVD            | 115          | 4,11         |             |             |
|                | Maddly Daniel         | SE             | 106          | 3,78         |             |             |
|                | Hugues Razan          | REG            | 90           | 3,21         |             |             |
|                |                       |                |              |              |             |             |
| Inscrits       | Inscrits              | Inscrits       | 5 111        | 100,00       | 5 109       | 100,00      |
| Abstention     | Abstention            | Abstention     | 2 044        | 39,99        | 1 864       | 36,48       |
| Votants        | Votants               | Votants        | 3 067        | 60,01        | 3 245       | 63,52       |
| Blancs et nuls | Blancs et nuls        | Blancs et nuls | 266          | 8,67         | 299         | 9,21        |
| Exprimés       | Exprimés              | Exprimés       | 2 801        | 91,33        | 2 946       | 90,79       |

*sortant

### Canton de Petit-Bourg
| Candidats      | Candidats                      | Étiquette      | Premier tour | Premier tour | Second tour | Second tour |
| Candidats      | Candidats                      | Étiquette      | Voix         | %            | Voix        | %           |
| -------------- | ------------------------------ | -------------- | ------------ | ------------ | ----------- | ----------- |
|                | Guy Losbar                     | PS             | 1 507        | 29,23        | 3 328       | 59,88       |
|                | Alain Jean-Noel                | DVG            | 852          | 16,52        | 2 230       | 40,12       |
|                | Richard Nebor                  | DVG            | 778          | 15,09        |             |             |
|                | Georges Louisor                | DVG            | 594          | 11,52        |             |             |
|                | Gérard Valentin Delver         | ECO            | 544          | 10,55        |             |             |
|                | Fabrice Luce                   | UMP            | 522          | 10,12        |             |             |
|                | Martine Nabab Épouse Lajarille | DVG            | 259          | 5,02         |             |             |
|                | Hélin Rambhojan                | REG            | 100          | 1,94         |             |             |
|                |                                |                |              |              |             |             |
| Inscrits       | Inscrits                       | Inscrits       | 10 991       | 100,00       | 11 070      | 100,00      |
| Abstention     | Abstention                     | Abstention     | 5 279        | 48,03        | 4 742       | 42,84       |
| Votants        | Votants                        | Votants        | 5 712        | 51,97        | 6 328       | 57,16       |
| Blancs et nuls | Blancs et nuls                 | Blancs et nuls | 556          | 9,73         | 770         | 12,17       |
| Exprimés       | Exprimés                       | Exprimés       | 5 156        | 90,27        | 5 558       | 87,83       |

### Canton de Pointe-à-Pitre-1
| Candidats      | Candidats      | Étiquette      | Premier tour | Premier tour | Second tour | Second tour |
| Candidats      | Candidats      | Étiquette      | Voix         | %            | Voix        | %           |
| -------------- | -------------- | -------------- | ------------ | ------------ | ----------- | ----------- |
|                | Jacques Bangou | DVG            | 887          | 39,97        | 1 331       | 53,39       |
|                | Tony Jabbour   | DVG            | 403          | 18,16        | 1 162       | 46,61       |
|                | Samuel Damo    | UMP            | 339          | 15,28        |             |             |
|                | Louis Dessout  | DVD            | 300          | 13,52        |             |             |
|                | Alain Soreze   | DVG            | 153          | 6,89         |             |             |
|                | Nicole Taupe   | PCG            | 137          | 6,17         |             |             |
|                |                |                |              |              |             |             |
| Inscrits       | Inscrits       | Inscrits       | 4 244        | 100,00       | 4 244       | 100,00      |
| Abstention     | Abstention     | Abstention     | 1 818        | 42,84        | 1 518       | 35,77       |
| Votants        | Votants        | Votants        | 2 426        | 57,16        | 2 726       | 64,23       |
| Blancs et nuls | Blancs et nuls | Blancs et nuls | 207          | 8,53         | 233         | 8,55        |
| Exprimés       | Exprimés       | Exprimés       | 2 219        | 91,47        | 2 493       | 91,45       |

### Canton de Pointe-à-Pitre-2
| Candidats      | Candidats         | Étiquette      | Premier tour | Premier tour | Second tour | Second tour |
| Candidats      | Candidats         | Étiquette      | Voix         | %            | Voix        | %           |
| -------------- | ----------------- | -------------- | ------------ | ------------ | ----------- | ----------- |
|                | Georges Bredent   | DVG            | 1 181        | 50,66        | 1 735       | 67,25       |
|                | Jean-Paul Eluther | DVG            | 407          | 17,46        | 845         | 32,75       |
|                | Félix Proto       | DVG            | 213          | 9,14         |             |             |
|                | Frantz Plumasseau | SE             | 192          | 8,24         |             |             |
|                | Claude Remy       | SE             | 119          | 5,11         |             |             |
|                | Claude Morvan     | PCG            | 79           | 3,39         |             |             |
|                | David Celini      | SE             | 57           | 2,45         |             |             |
|                | Frédéric Lacrosse | DVG            | 44           | 1,89         |             |             |
|                | Alain Andrea      | REG            | 39           | 1,67         |             |             |
|                | Sonia Catalan     | ECO            | 0            | 0,00         |             |             |
|                |                   |                |              |              |             |             |
| Inscrits       | Inscrits          | Inscrits       | 4 847        | 100,00       | 4 847       | 100,00      |
| Abstention     | Abstention        | Abstention     | 2 180        | 44,98        | 1 952       | 40,27       |
| Votants        | Votants           | Votants        | 2 667        | 55,02        | 2 895       | 59,73       |
| Blancs et nuls | Blancs et nuls    | Blancs et nuls | 336          | 12,60        | 315         | 10,88       |
| Exprimés       | Exprimés          | Exprimés       | 2 331        | 87,40        | 2 580       | 89,12       |

### Canton de Pointe-à-Pitre-3
| Candidats      | Candidats        | Étiquette      | Premier tour | Premier tour | Second tour | Second tour |
| Candidats      | Candidats        | Étiquette      | Voix         | %            | Voix        | %           |
| -------------- | ---------------- | -------------- | ------------ | ------------ | ----------- | ----------- |
|                | Marcel Sigiscar  | DVG            | 1 317        | 43,07        | 1 875       | 55,89       |
|                | Didier Ako       | UMP            | 930          | 30,41        | 1 480       | 44,11       |
|                | Roland Rousseau  | PCG            | 379          | 12,39        |             |             |
|                | Philippe Nicolas | DVG            | 367          | 12,00        |             |             |
|                | Hippolyte Zodros | DVD            | 65           | 2,13         |             |             |
|                |                  |                |              |              |             |             |
| Inscrits       | Inscrits         | Inscrits       | 6 086        | 100,00       | 6 286       | 100,00      |
| Abstention     | Abstention       | Abstention     | 2 493        | 40,96        | 2 456       | 39,07       |
| Votants        | Votants          | Votants        | 3 593        | 59,04        | 3 830       | 60,93       |
| Blancs et nuls | Blancs et nuls   | Blancs et nuls | 535          | 14,89        | 475         | 12,40       |
| Exprimés       | Exprimés         | Exprimés       | 3 058        | 85,11        | 3 355       | 87,60       |

### Canton de Pointe-Noire
| Candidats      | Candidats         | Étiquette      | Premier tour | Premier tour |
| Candidats      | Candidats         | Étiquette      | Voix         | %            |
| -------------- | ----------------- | -------------- | ------------ | ------------ |
|                | Félix Desplan     | PS             | 2 860        | 62,51        |
|                | Claude Guillaume* | UMP            | 1 715        | 37,49        |
|                |                   |                |              |              |
| Inscrits       | Inscrits          | Inscrits       | 6 905        | 100,00       |
| Abstention     | Abstention        | Abstention     | 2 128        | 30,82        |
| Votants        | Votants           | Votants        | 4 777        | 69,18        |
| Blancs et nuls | Blancs et nuls    | Blancs et nuls | 202          | 4,23         |
| Exprimés       | Exprimés          | Exprimés       | 4 575        | 95,77        |

*sortant

### Canton de Saint-Barthélemy
| Candidats      | Candidats      | Étiquette      | Premier tour | Premier tour |
| Candidats      | Candidats      | Étiquette      | Voix         | %            |
| -------------- | -------------- | -------------- | ------------ | ------------ |
|                | Michel Magras* | DVG            | 1 574        | 100,00       |
|                |                |                |              |              |
| Inscrits       | Inscrits       | Inscrits       | 4 098        | 100,00       |
| Abstention     | Abstention     | Abstention     | 2 440        | 59,54        |
| Votants        | Votants        | Votants        | 1 658        | 40,46        |
| Blancs et nuls | Blancs et nuls | Blancs et nuls | 84           | 5,07         |
| Exprimés       | Exprimés       | Exprimés       | 1 574        | 94,93        |

*sortant

### Canton de Saint-Claude
| Candidats      | Candidats             | Étiquette      | Premier tour | Premier tour | Second tour | Second tour |
| Candidats      | Candidats             | Étiquette      | Voix         | %            | Voix        | %           |
| -------------- | --------------------- | -------------- | ------------ | ------------ | ----------- | ----------- |
|                | Élie Califer          | PS             | 1 835        | 47,65        | 2 844       | 66,06       |
|                | Simon Barlagne*       | UMP            | 863          | 22,41        | 1 461       | 33,94       |
|                | Alain Winter-Durennel | UMP            | 727          | 18,88        |             |             |
|                | Jean-Claude Laumon    | DVD            | 375          | 9,74         |             |             |
|                | Raymond Lada          | DVG            | 51           | 1,32         |             |             |
|                |                       |                |              |              |             |             |
| Inscrits       | Inscrits              | Inscrits       | 7 576        | 100,00       | 7 576       | 100,00      |
| Abstention     | Abstention            | Abstention     | 3 528        | 46,57        | 3 014       | 39,78       |
| Votants        | Votants               | Votants        | 4 048        | 53,43        | 4 562       | 60,22       |
| Blancs et nuls | Blancs et nuls        | Blancs et nuls | 197          | 4,87         | 257         | 5,63        |
| Exprimés       | Exprimés              | Exprimés       | 3 851        | 95,13        | 4 305       | 94,37       |

*sortant

### Canton de Saint-Martin-1
| Candidats      | Candidats              | Étiquette      | Premier tour | Premier tour | Second tour | Second tour |
| Candidats      | Candidats              | Étiquette      | Voix         | %            | Voix        | %           |
| -------------- | ---------------------- | -------------- | ------------ | ------------ | ----------- | ----------- |
|                | Louis-Constant Fleming | UMP            | 752          | 33,13        | 1 448       | 51,66       |
|                | Louis Mussington*      | DVG            | 737          | 32,47        | 1 355       | 48,34       |
|                | Jacques Hamlet         | SE             | 395          | 17,40        |             |             |
|                | Alex Richards          | DVD            | 317          | 13,96        |             |             |
|                | Bernard Auguste Jones  | DVG            | 69           | 3,04         |             |             |
|                |                        |                |              |              |             |             |
| Inscrits       | Inscrits               | Inscrits       | 7 471        | 100,00       | 7 476       | 100,00      |
| Abstention     | Abstention             | Abstention     | 5 008        | 67,03        | 4 455       | 59,59       |
| Votants        | Votants                | Votants        | 2 463        | 32,97        | 3 021       | 40,41       |
| Blancs et nuls | Blancs et nuls         | Blancs et nuls | 193          | 7,84         | 218         | 7,22        |
| Exprimés       | Exprimés               | Exprimés       | 2 270        | 92,16        | 2 803       | 92,78       |

*sortant

### Canton de Saint-Martin-2
| Candidats      | Candidats         | Étiquette      | Premier tour | Premier tour | Second tour | Second tour |
| Candidats      | Candidats         | Étiquette      | Voix         | %            | Voix        | %           |
| -------------- | ----------------- | -------------- | ------------ | ------------ | ----------- | ----------- |
|                | Guillaume Arnell* | DVG            | 1 113        | 59,84        | 1 579       | 66,88       |
|                | Robert Weinum     | DVD            | 472          | 25,38        | 782         | 33,12       |
|                | Olivier Walwyn    | SE             | 275          | 14,78        |             |             |
|                |                   |                |              |              |             |             |
| Inscrits       | Inscrits          | Inscrits       | 6 448        | 100,00       | 6 448       | 100,00      |
| Abstention     | Abstention        | Abstention     | 4 416        | 68,49        | 3 932       | 60,98       |
| Votants        | Votants           | Votants        | 2 032        | 31,51        | 2 516       | 39,02       |
| Blancs et nuls | Blancs et nuls    | Blancs et nuls | 172          | 8,46         | 155         | 6,16        |
| Exprimés       | Exprimés          | Exprimés       | 1 860        | 91,54        | 2 361       | 93,84       |

*sortant

### Canton de Trois-Rivières
| Candidats      | Candidats                     | Étiquette      | Premier tour | Premier tour | Second tour | Second tour |
| Candidats      | Candidats                     | Étiquette      | Voix         | %            | Voix        | %           |
| -------------- | ----------------------------- | -------------- | ------------ | ------------ | ----------- | ----------- |
|                | Albert Dorville               | DVG            | 1 904        | 41,98        | 2 516       | 48,76       |
|                | Jacques Anselme               | DVG            | 894          | 19,71        | 2 644       | 51,24       |
|                | Frantz Lasserre               | SE             | 695          | 15,32        |             |             |
|                | Sony De Souza                 | PS             | 597          | 13,16        |             |             |
|                | Josette Azincourt Épouse Otto | DVD            | 446          | 9,83         |             |             |
|                |                               |                |              |              |             |             |
| Inscrits       | Inscrits                      | Inscrits       | 8 238        | 100,00       | 8 238       | 100,00      |
| Abstention     | Abstention                    | Abstention     | 3 250        | 39,45        | 2 694       | 32,70       |
| Votants        | Votants                       | Votants        | 4 988        | 60,55        | 5 544       | 67,30       |
| Blancs et nuls | Blancs et nuls                | Blancs et nuls | 452          | 9,06         | 384         | 6,93        |
| Exprimés       | Exprimés                      | Exprimés       | 4 536        | 90,94        | 5 160       | 93,07       |